# Вавилон-5: В начале
«Вавилон-5: В начале» (англ. Babylon 5: In the Beginning) — художественный фильм в жанре научной фантастики, снятый американским режиссёром Майклом Виджером и описывающим события земляно-минбарской войны, предшествующей событиям сериала «Вавилон-5».

## Сюжет
Сюжет фильма построен в форме рассказа от лица одного из основных действующих лиц сериала, Лондо Моллари, в 2278 году императора Центавра. Действие развивается параллельно в 2278 году, когда ведётся повествование, и тридцатью годами раньше, в дни войны.
В конце 40-х годов 23-го века вооружённые силы Земли сталкиваются в космосе с чужой расой — минбарцами. Вследствие серии инцидентов и взаимного непонимания, земляне открывают огонь по кораблю пришельцев; в итоге, в ходе атаки смертельно ранен Дукхат — глава Минбари, лидер их правительства — Серого Совета. Начинается война, которая едва не приводит к гибели всех людей на Земле. Земляне проигрывают все крупные сражения и теряют контроль над большинством своих колоний. В конце концов, в Солнечной системе происходит «Битва на рубеже» — последнее сражение между армадой минбари и остатками флота Земли. В ходе сражения, по приказу молодого политика Деленн, пришельцы берут в плен молодого землянина — Синклера. Но сканирование его разума даёт невероятный результат — в теле землянина живёт душа минбарца, причём душа легендарного лидера Валена. Осознав происходящее, Минбар прекращает битву, отступает и начинает мирные переговоры. а через некоторое время принято решение построить космическую станцию, которая станет местом встреч разных цивилизаций.

## В ролях
| Актёр             | Роль                               |
| ----------------- | ---------------------------------- |
| Брюс Бокслейтнер  | Джон Шеридан                       |
| Ричард Биггс      | Стивен Франклин                    |
| Питер Джурасик    | Лондо Моллари                      |
| Андреас Кацулас   | Г’Кар                              |
| Майкл О’Хара      | лейтенант-командор Джеффри Синклер |
| Мира Фурлан       | Деленн                             |
| Робин Аткин Даунс | Моранн                             |
| Тришиа О’Нил      | президент земного альянса          |
| Патрик МакКормак  | генерал Лефкур                     |
| Эрика Мер         | Лисса Деради                       |

## Награды и номинации
Выдвигался на основную премию «Эмми» за лучшую работу гримёра.